# Le Nayrac

Le Nayrac este o comună în departamentul Aveyron din sudul Franței. În 1 ianuarie 2022 avea o populație de 546 de locuitori.